# Antoine Dufour

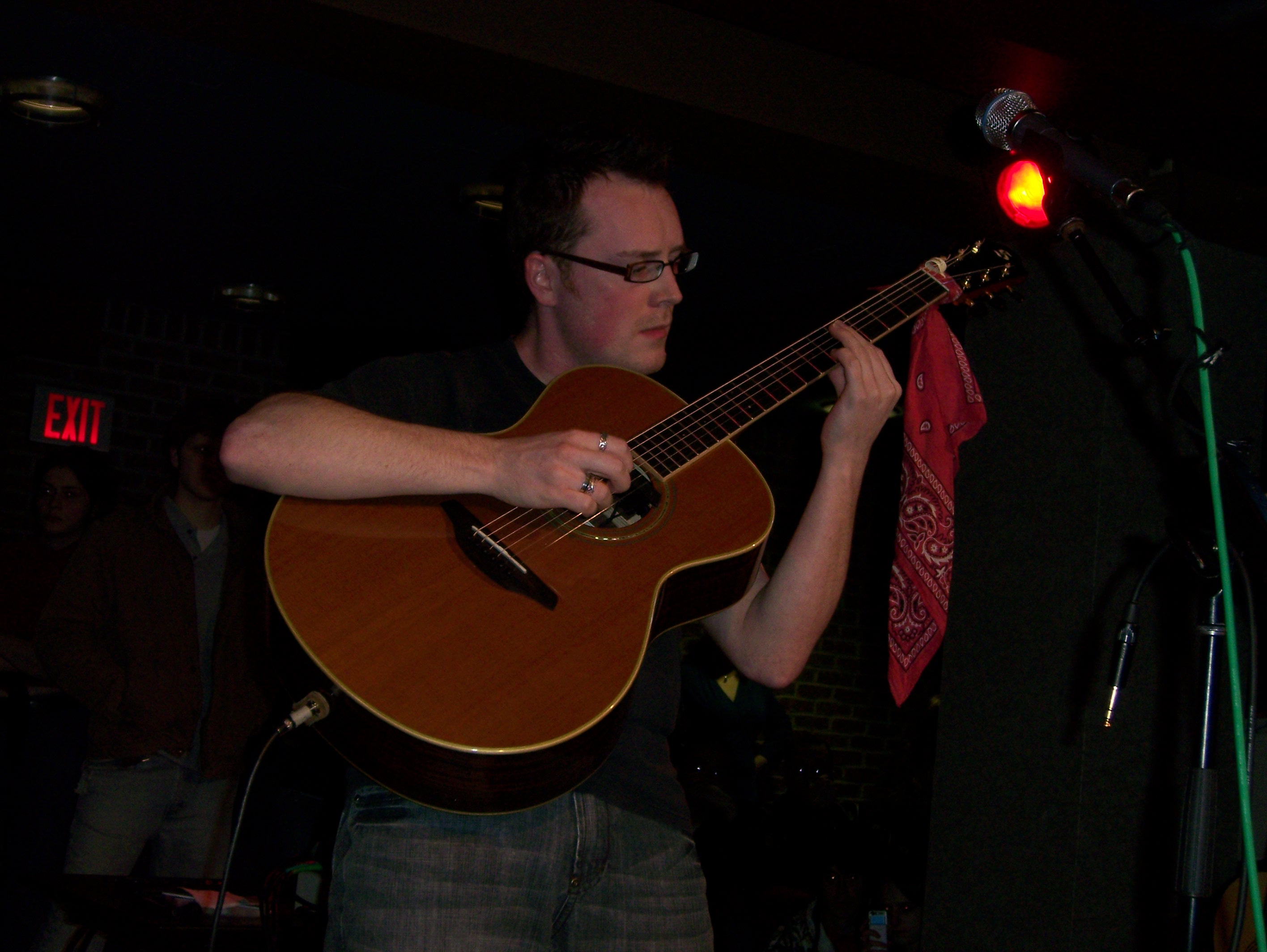
Antoine Dufour

Antoine Dufour (* 1979 in L’Épiphanie, Region Lanaudière, Québec) ist ein französisch-kanadischer Gitarrist und Komponist.
Dufour studierte Gitarre am Cégep in Joliette, wo er mit der Fingerstyle-Technik von Don Ross, Leo Kottke und Michael Hedges vertraut wurde.
Seine Kompositionen sind von Folk Music, Funk, Progressive Rock und klassischer Musik beeinflusst.
Dufour erhielt 2006 den ersten Preis beim Wettbewerb des Canadian Guitar Festival. Bei der International Fingerstyle Guitar Championship des gleichen Jahres in Winfield (Kansas) wurde er Dritter.

## Diskografie
- Naissance (2004)
- Development (2006)
- Existence (2008)
- Still Strings (2009) mit Tommy Gauthier
- Convergences (2010)
- Sound Pictures (2011)
- Back & Forth (2017)

DVDs
- Antoine Dufour / Andy McKee Split DVD (2007)